# Diocesi di Acque Nuove di Numidia
La diocesi di Acque Nuove di Numidia (in latino Dioecesis Aquaenovensis in Numidia) è una sede soppressa e sede titolare della Chiesa cattolica.

## Storia
Acque Nuove di Numidia, nell'odierna Algeria, è un'antica sede episcopale della provincia romana di Numidia.
Sono due i vescovi attribuiti a questa sede africana. Alla conferenza di Cartagine del 411, che vide riuniti assieme i vescovi cattolici e donatisti dell'Africa romana, prese parte il donatista Feliciano; la sede non aveva in quell'occasione nessun vescovo cattolico. Mesnage attribuisce questo vescovo alla diocesi di Acque Nuove di Proconsolare, perché, negli atti del concilio, la firma di Feliciano si trova dopo quella del vescovo donatista di Sicca Veneria, sede vescovile dell'Africa Proconsolare.
Il nome di Anastasius Aquaenovensis appare al 73º posto nella lista dei vescovi della Numidia convocati a Cartagine dal re vandalo Unerico nel 484; Anastasio, come tutti gli altri vescovi cattolici africani, fu condannato all'esilio.
Dal 1933 Acque Nuove di Numidia è annoverata tra le sedi vescovili titolari della Chiesa cattolica; dal 24 luglio 2019 il vescovo titolare è Léon Wagener, vescovo ausiliare di Lussemburgo.

## Cronotassi

### Vescovi residenti
- Feliciano † (menzionato nel 411) (vescovo donatista)

- Anastasio † (menzionato nel 484)

### Vescovi titolari
- Douglas Joseph Warren † (16 giugno 1964 - 26 settembre 1967 nominato vescovo di Wilcannia-Forbes)
- Samuel Silverio Buitrago Trujillo, C.M. † (11 ottobre 1968 - 18 dicembre 1972 nominato vescovo di Montería)
- Albano Bortoletto Cavallin † (14 giugno 1973 - 24 ottobre 1986 nominato vescovo di Guarapuava)
- Tito Solari Capellari, S.D.B. (16 dicembre 1986 - 7 marzo 1998 nominato arcivescovo coadiutore di Cochabamba)
- Francisco Javier Múnera Correa, I.M.C. (28 novembre 1998 - 30 maggio 2019 nominato vescovo di San Vicente del Caguán)
- Léon Wagener, dal 24 luglio 2019